# Stenobrachius leucopsarus
Stenobrachius leucopsarus is een straalvinnige vissensoort uit de familie van lantaarnvissen (Myctophidae). De wetenschappelijke naam van de soort is voor het eerst geldig gepubliceerd in 1890 door Eigenmann & Eigenmann.